# آيت وانركي (أنركي)
آيت وانركي هي إحدى مشيخات المملكة المغربية، تتبع جغرافيا لإقليم أزيلال وإداريًا لأنركي. يقدر عدد سكانها بـ 1988 نسمة حسب الإحصاء الرسمي للسكان والسكنى لسنة 2004.